# Shahrestān-e Falāvarjān
Shahrestān-e Falāvarjān (persiska: شهرستان فلاورجان, فلاورجان) är en delprovins (shahrestan) i Iran.   Den ligger i provinsen Esfahan, i den centrala delen av landet, 400 km söder om huvudstaden Teheran.
Delprovinsen hade 249 814 invånare 2016.